# Centrum för tvåspråkighetsforskning
Centrum för tvåspråkighetsforskning är en enhet för forskning och utbildning i tvåspråkighet, förlagt vid humanistiska fakultetens språkvetenskapliga sektion vid Stockholms universitet, med placering vid Institutionen för svenska och flerspråkighet. Föreståndare sedan 2018 är professor Niclas Abrahamsson.
Enheten har sina rötter i Avdelningen för tvåspråkighetsforskning vid Institutionen för lingvistik, som bildades 1981 och 1988 övergick i Centrum för tvåspråkighetsforskning.